# Virology
Virology es una revista científica revisada por pares en el campo de la virología. Establecida en 1955 por George Hirst, Lindsay Black y Salvador Luria, es la primera revista en inglés que se especializa en el campo. La revista cubre la investigación básica sobre virus que afectan a animales, plantas, bacterias y hongos, incluida su biología molecular, estructura, ensamblaje, patogénesis, inmunidad, interacciones con la célula huésped, evolución y ecología. También se cubren aspectos moleculares de control y prevención, así como vectores virales y terapia génica, pero se excluye la virología clínica. A partir de 2013, Elsevier publica la revista quincenalmente.

## Revista actual
Se aceptan artículos sobre todos los virus, independientemente de la especie huésped, pero el enfoque principal de la revista moderna está en los virus animales. El contenido de la revista está dividido por temas, en lugar de por tipo de virus. La revista publica números especiales ocasionales, incluidos números de reseñas únicamente en 2011 y 2013. Desde enero de 2013, el contenido reciente está disponible gratuitamente en línea después de 12 meses, con acceso gratuito inmediato a reseñas y números especiales.  Virology también participa en un esquema híbrido de acceso abierto , de modo que los autores pueden pagar para que los artículos estén disponibles en línea sin demora. 

## Métricas de revista
2024
- Web of Science Group : 5,10
- Índice h de Google Scholar: 304
- Scopus: 6.20

Puesto 15º en el apartado de  revistas de virología en Google Scholar.